# Macrocranius similis
Macrocranius similis är en skalbaggsart som beskrevs av Paul Norbert Schürhoff 1935. Macrocranius similis ingår i släktet Macrocranius och familjen Cetoniidae. Inga underarter finns listade i Catalogue of Life.